# 2012 في إندونيسيا
فيما يلي قوائم الأحداث التي وقعت خلال عام 2012 في إندونيسيا.

## أحداث
- 11 أبريل – زلزال آتشيه 2012

## سياسة

### تعيين في المنصب
- 15 أكتوبر – جوكو ويدودو حاكم جاكرتا.

## أفلام
من الأفلام التي صدرت هذه السنة في إندونيسيا:
- 8 سبتمبر – ذا ريد: ريدمبشن من إخراج غاريث إيفانز (كاتب).